# Leptodeira
Leptodeira is een geslacht van slangen uit de familie toornslangachtigen (Colubridae) en de onderfamilie Dipsadinae.

## Naam en indeling
Er zijn dertien soorten, de wetenschappelijke naam van de groep werd voor het eerst voorgesteld door Leopold Fitzinger in 1843. De slangen werden eerder aan andere geslachten toegekend, zoals Coluber, Sibon en Dipsas.

## Uiterlijke kenmerken
De slangen hebben duidelijk vergrote ogen en een verticale pupil. De nasaalschub is gepaard en er zijn een of twee preoculaire schubben aanwezig. Op het midden van het lichaam zijn 17 tot 25 schubbenrijen in de lengte aanwezig. Veel soorten hebben donkere vlekken of dwarsbanden op het lichaam.

## Levenswijze
De slangen zijn 's nachts actief en jagen op kikkers en hagedissen, van de soort Leptodeira rubricata is beschreven dat voornamelijk krabben worden buitgemaakt. De vrouwtjes zetten eieren af.

## Verspreiding en habitat
De soorten komen voor in delen van Midden- en Zuid-Amerika en leven in de landen Panama, Colombia, Venezuela, Frans-Guyana, Guyana, Brazilië, Bolivia, Paraguay, Peru, Argentinië, Ecuador, Verenigde Staten, Mexico, Guatemala, Honduras, El Salvador, Nicaragua, Costa Rica, Belize, Trinidad en Tobago en Aruba.
De habitat bestaat uit tropische en subtropische bossen, zowel vochtige laagland- en bergbossen als drogere bossen.

## Beschermingsstatus
Door de internationale natuurbeschermingsorganisatie IUCN is aan elf soorten een beschermingsstatus toegewezen. De slangen worden beschouwd als 'veilig' (Least Concern of LC).

### Soorten
Het geslacht omvat de volgende soorten, met de auteur en het verspreidingsgebied.
| Naam                       | Auteur                 | Verspreidingsgebied |
| -------------------------- | ---------------------- | --- |
| Leptodeira annulata        | Linnaeus, 1758         | Panama, Colombia, Venezuela, Frans-Guyana, Guyana, Brazilië, Bolivia, Paraguay, Peru, Argentinië, Ecuador                  |
| Leptodeira ashmeadii       | Hallowell, 1845        | Colombia, Venezuela, Trinidad en Tobago                                                                                    |
| Leptodeira bakeri          | Ruthven, 1936          | Venezuela, Aruba |
| Leptodeira frenata         | Cope, 1886             | Mexico, Guatemala, Belize                                                                                                  |
| Leptodeira maculata        | Hallowell, 1861        | Mexico |
| Leptodeira nigrofasciata   | Günther, 1868          | Mexico, Guatemala, Honduras, El Salvador, Nicaragua, Costa Rica                                                            |
| Leptodeira polysticta      | Günther, 1885          | Mexico, Belize, Costa Rica, Guatemala, Nicaragua, El Salvador, mogelijk in Honduras                                        |
| Leptodeira punctata        | Peters, 1866           | Mexico |
| Leptodeira rhombifera      | Günther, 1872          | Guatemala, Costa Rica, El Salvador, Honduras, Nicaragua, Panama                                                            |
| Leptodeira rubricata       | Cope, 1893             | Costa Rica, Panama |
| Leptodeira septentrionalis | Kennicott, 1859        | Verenigde Staten, Mexico, Guatemala, Honduras, Belize, El Salvador, Nicaragua, Costa Rica, Panama, Colombia, Peru, Ecuador |
| Leptodeira splendida       | Günther, 1895          | Mexico |
| Leptodeira uribei          | Bautista & Smith, 1992 | Mexico |